# Huracà Helene (1958)
Huracà Helene va ser l'huracà més fort de la temporada d'huracans de l'Atlàntic de 1958 que va generar uns vets màxims de 217 km/h i va conviure amb l'huracà Ilsa durant bona part de la seva existència. El sistema passava al nord de les Indies oest i resseguia la costa sud-est dels Estats Units abans de moure's a través de les rutes de navegació atlàntiques de Terranova en alta mar. Helene va ser l'únic huracà de la temporada en recalar als Estats Units. Com l'huracà va romandre prop de la costa, els vents i les precipitacions es limitaren a la línia més immediata de la costa de Carolina del Nord. El danys ascendiren als $11 milions de dòlars ($83 milions en 2009 USD), convertint Helene la tempesta més costosa de la temporada.